# Vaidas Slavickas
Vaidas Slavickas (* 26. Februar 1986 in Marijampolė) ist ein litauischer Fußballspieler. Aktuell spielt er beim FK Sūduva Marijampolė in der Litauischen A Lyga.

## Karriere

### Verein
Er spielt seit dem Jahr 2005 bei Sūduva Marijampolė in Litauen. 2006 und 2009 gewann er mit Sūduva Marijampolė den litauischen Pokal und siegte im Jahr 2009 auch im litauischen Supercup. Nur zwei Spielzeiten wurde er dem Verein untreu; er lief jeweils eine Saison für Ekranas Panevėžys und in Rumänien für Ceahlăul Piatra Neamț auf. 2022 beendete er seine Laufbahn.

### Nationalmannschaft
Am 22. November 2008 bestritt Slavickas im Freundschaftsspiel gegen Estland sein erstes Länderspiel für Litauen.

## Erfolge
- Litauischer Meister: 2017
- Litauischer Pokalsieger: 2006, 2009
- Litauischer Supercupsieger: 2009